# Laguna Rompida
La laguna Rompida est un lac situé en Colombie, dans le département de Vichada, à la limite du département de Putumayo.

## Géographie
La laguna Rompida est située dans la municipalité de Cumaribo. De forme incurvée, elle est un bras mort du río Vichada.